# Zdravko Rajkov
Zdravko Rajkov (Čurug, 5 de dezembro de 1927 - 30 de julho de 2006) foi um futebolista e treinador iugoslavo que atuava como atacante.

## Carreira
Zdravko Rajkov fez parte do elenco da Seleção Iugoslava de Futebol, na Copa do Mundo de  1958. 